# بیت حاکی (روستا)
 بیت حاکی  به عربی ( بیت الَحاکی )، روستایی است در دهستان وادی اجبار از توابع استان 
استان صَنعاء در کشور یمن در شبه جزیره عربستان.

## جمعیت
جمعیت آن (۴۰ ) نفر (۴ خانوار) می‌باشد.